# Futurama: Milion a jedno chapadlo
Futurama: Milion a jedno chapadlo (v anglickém originále Futurama: The Beast with a Billion Backs) je animovaný film založený na seriálu Futurama. Byl vydán v USA 24. června 2008 na DVD.

## Obsazení
| Billy West         | Philip J. Fry, John Zoidberg, Hubert J. Farnsworth, Zapp Brannigan a další |
| Katey Sagal        | Turanga Leela                                                              |
| John DiMaggio      | Bender Ohýbač Rodriguez, Mr. Pannuchi, Elzar a další                       |
| Phil LaMarr        | Hermes Conrad a další                                                      |
| Lauren Tom         | Amy Wong a další                                                           |
| Maurice LaMarche   | Kif Kroker a další                                                         |
| Frank Welker       | Nibbler a další - Al Gore osobně                                           |
| Coolio             | Kwanzabot                                                                  |
| Dawnn Lewis        | LaBarbara Conrad                                                           |
| Mark Hamill        | Chanukah Zombie                                                            |
| Sarah Silvermanová | Michelle                                                                   |
| David Herman       | Nudar, Scruffy a další                                                     |
| Tress MacNeilleová | Linda a další                                                              |